# Денисенко Ольга Йосипівна
Ольга Йосипівна Денисе́нко (нар. 16 грудня 1952, Пристін) — український мистецтвознавець; член Творчої спілки істориків мистецтва та художніх критиків країн СНД з 1992 року та Харківської організації Національної спілки художників України з 1999 року (голова секції критики та мистецтвознавства).

## Біографія
Народилася 16 грудня 1952 року в селі Пристіні Куп'янського району Харківської області (нині Україна). Протягом 1970—1975 років навчалася у Харківському державному університеті; у 1980—1986 роках — у Ленінградському інституті живопису, скульптури та архітектури імені Іллі Репіна у Андрія Пуніна, Вірко Блек, Бориса Федорова, Цецилії Нессельштраус; у 1991—1995 роках — в аспірантурі Харківського художньо-промислового інституту.
З 1979 року працює у Харківському художньому музеї, де з 1995 року обіймає посаду завідувача відділу вітчизняного дореволюційного мистецтва ХVІ — початку ХХ століть. Мешкає у Харкові в будинку по вулиці Докучаєва, № 10.

## Наукова діяльність
Досліджує творчі заходи у Харківській області; історію Харківського художнього музею та Харківської обласної організації Національної спілки художників України; мистецтво сучасних митців і митців минулого, займається його популяризацією (провела цикли науково-популярних радіо- і телепередач). У сфері її діяльності організація художніх виставок, експозицій, міжнародних науково-практичних конференцій. Друкується з 1985 року. 
Автор мистецтвознавчих праць, зокрема
- «Твори Іллі Рєпіна у Харківському художньому музеї» (1994)[2];
- «До історії створення та діяльності Харківського художньо-промислового музею. 1886—1920» (1996)[2];
- «Творці українського пейзажу» (2000)[2];
- «Колекція Павла Харитоненка у зібранні Харківського художнього музею» (2001)[2];
- «Портрет землі. Левкаси Олександра Судакова»; уклала каталоги: «Митці Слобожанщини. Земля. Храм. Традиція. Історія» (2003);
- «Мій рідний Харків» (2004);
- «Живопис Валерія Шматька» (2004);
- «Живопис Ніни Вербук» (2004);
- «Живопис Валентини Сафіної» (2004);
- «Живопись и графика из коллекции Б. В. и Т. В. Гриневых» (2006).

Брала участь у виданні книг
- «Трехсвятительская церковь в Харькове: Сведения, мысли, информация по истории и арх-ре» (1999);
- «Художники Харкова: До 65-річчя Харків. організації НСХУ» (2003);
- «Харьков: Путеводитель» (2004);
- «Харків–350. Історія, сучасність, стратегія розвитку» (2004);
- «Ювілейний альбом, присвячений 350-річчю Харкова: Шедеври із зібрання Харківського художнього музею» (2004);
- «Василий Ермилов: Известный и неизвестный» (2005).

Авторка низки статей про митців Харківського регіону в Енциклопедії сучасної України.